# Secret (Marusha-dal)
A Secret című dal a német Marusha 3. és egyben utolsó kimásolt kislemeze a Wir című 1995-ben megjelent albumról. A dal csupán a német kislemezlistára került fel, a 92. helyre.

## Megjelenések
CD Maxi-Single  Low Spirit Recordings – 852 741-2
- 1	Secret (Phat Cut) 5:18
- 2	Secret (Groove Cut) 5:52
- 3	Secret (Motion Cut) 3:11

CD Maxi-Single mixes  Low Spirit Recordings – 576 573-2
- 1	Secret (Sharam-Mix) 5:29 Remix – Sharam
- 2	Secret (Jimmy J & Cru-L-T-Mix) 6:11 Remix – Jimmy J & Cru-L-T
- 3	Secret (Sylvie Marks-Mix) 6:19 Remix – Sylvie Marks

## Külső hivatkozások
- A dal videóklipje[4]
- Slágerlista a chartsurfer.de oldalon[5]